# MV Agusta
MV Agusta (skrót od:  Meccanica Verghera Agusta) – włoskie przedsiębiorstwo produkujące sportowe motocykle założone 12 lutego roku 1945 niedaleko Mediolanu. MV Agusta wytwarza głównie motocykle sportowe przeznaczone na tor wyścigowy i wyścigi klasy GP. Obok Ducati jest jedną z najbardziej renomowanych marek włoskich i najbardziej prestiżowych marek na świecie. Twórcą przedsiębiorstwa i jego sukcesów jest Vincenzo Agusta. Przedsiębiorstwo MV Agusta odnosiło w XX wieku jedne z najbardziej spektakularnych zwycięstw na torach budując tym samym swoją opinię o doskonałości swych motocyklów wyścigowych, wiele motocykli zdobywało największe trofea. Obecnie MV Agusta na nowo odradza się z popiołów dzięki nowemu właścicielowi. Owocem tego jest dalszy rozwój sztandarowego modelu F4R jak i nowo powstałego F3 i F3 Brutale. Od 31 października 2014 roku nowym częściowym właścicielem jest koncern Daimler AG który wykupił 25% akcji za prawdopodobnie 30 Mln Euro. W listopadzie 2017 roku akcje zostały wykupione przez brytyjsko-rosyjski fundusz COMSAR Invest (część grupy Black Ocean) uzgodnili zawarcie umowy inwestycyjnej. Nowy plan restrukturyzacji zadłużenia MV Agusta Motor S.p.A. został zatwierdzony przez sąd w marcu 2017 r. W tym samym czasie przedłużono ustawę ochronną „Concordato di continuità” (w języku polskim: umowa sekwencyjna). Do połowy 2017 roku Black Ocean Group przejęła 49% udziałów w MV Agusta Holding (spółka dominująca MV Agusta Motor S.p.A.), a Giovanni Castiglioni zatrzymał 51%.

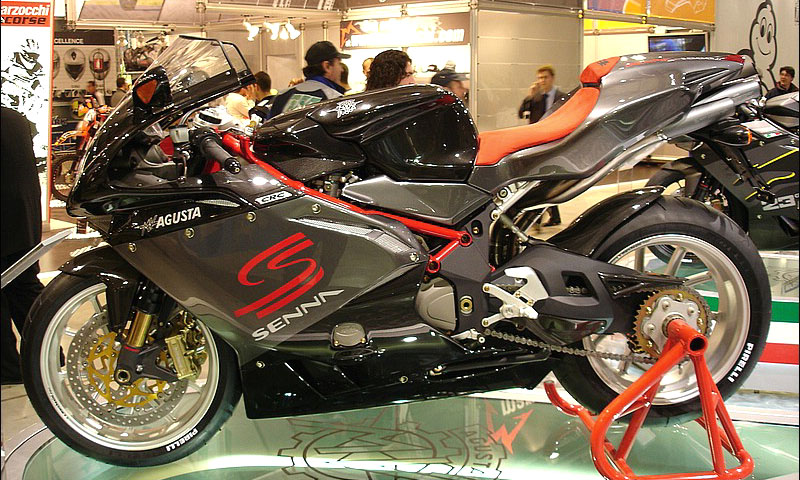
Model F4 1000 Senna

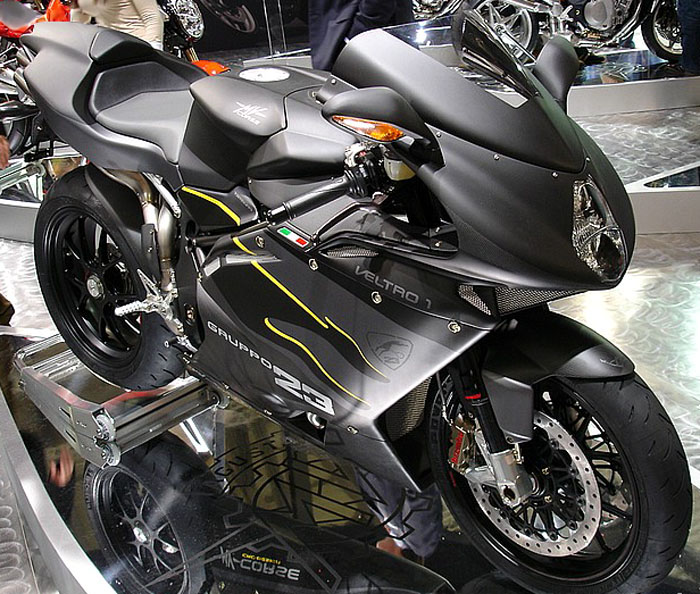
Model F4 Veltro

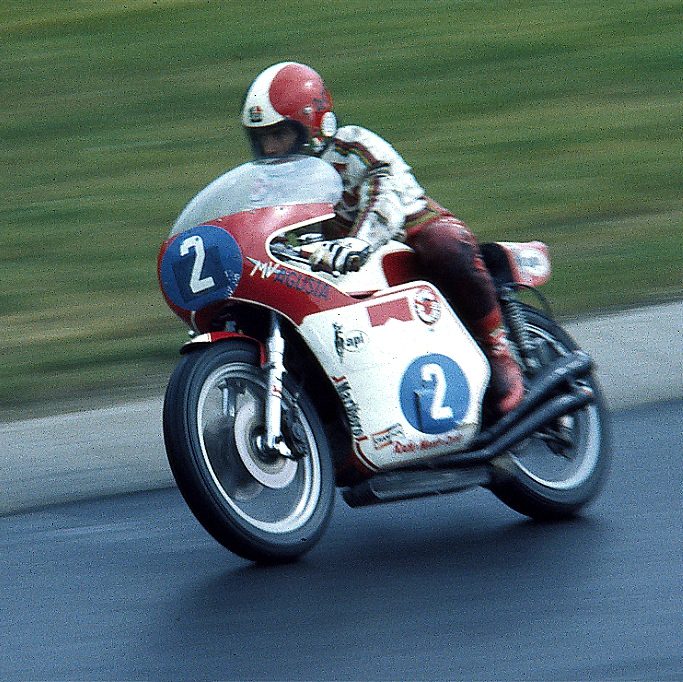
Giacomo Agostini na MV Agusta w 1976 roku